# Daun
Daun è una città di 8.217 abitanti della Renania-Palatinato, in Germania, capoluogo del circondario (Landkreis) del Vulkaneifel (targa DAU) e della comunità amministrativa (Verbandsgemeinde) omonima. Nei pressi della cittadina si trova l'Osservatorio astronomico di Hoher List, che sorge sull'omonima collina.

## Amministrazione

### Gemellaggi
- Carisolo, dal 2004[2]